# Гидроэлектростанции канала имени Москвы

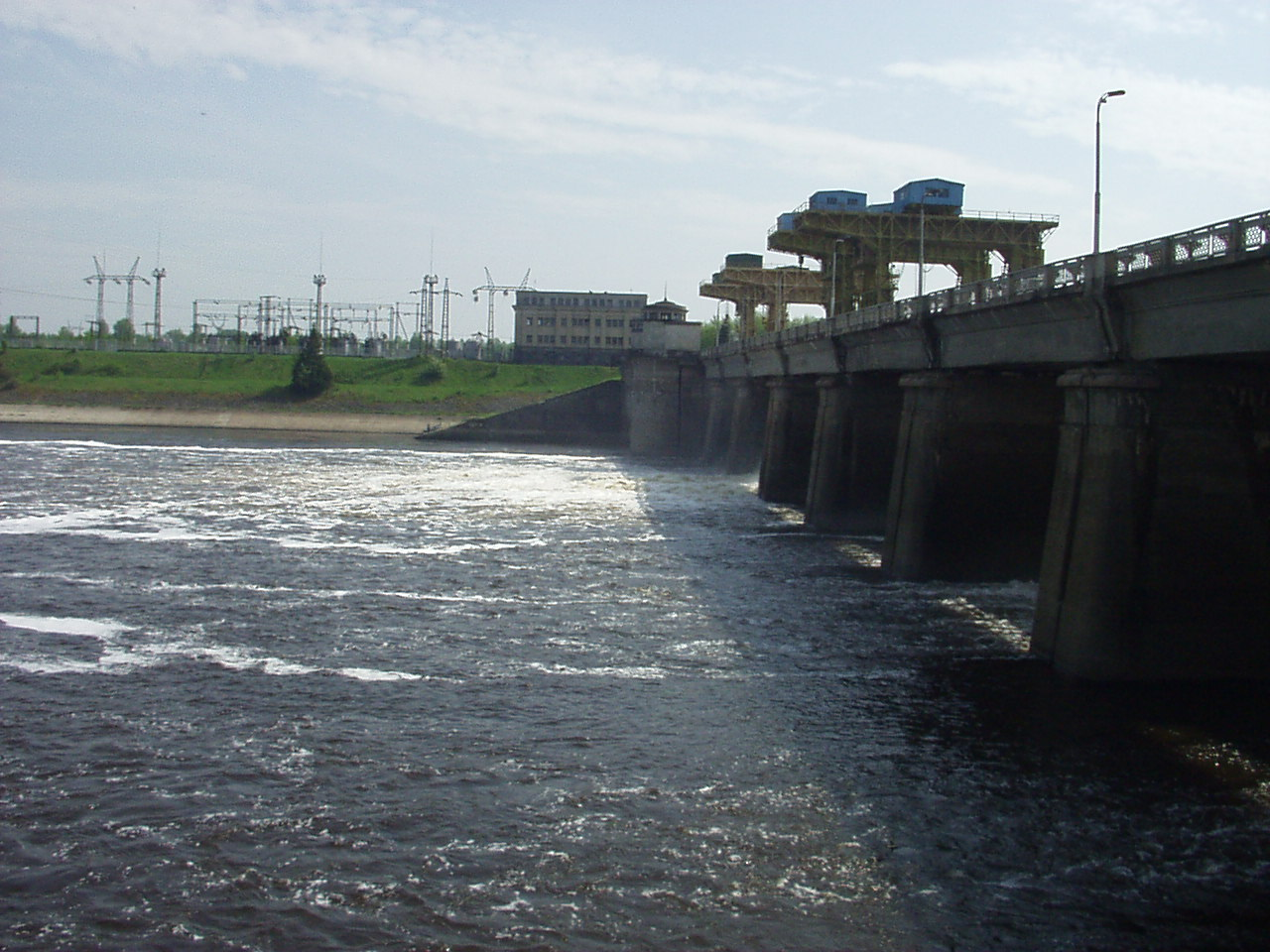
Иваньковская ГЭС

Гидроэлектростанции канала имени Москвы — комплекс ГЭС, входящих в состав канала им. Москвы, в Московской области и городе Москве. Включает в себя Иваньковскую, Сходненскую, Карамышевскую, Перервинскую, Пироговскую, Акуловскую и Листвянскую ГЭС.

## Общие сведения
Строительство канала имени Москвы (соответственно, и входящих в его состав ГЭС) началось в 1932 г. и закончилось в 1937 г. Строительство велось под контролем НКВД силами заключённых.
Гидроузлы канала преимущественно используются для целей водоснабжения и судоходства, однако имеющийся перепад уровней позволил разместить несколько ГЭС для попутной выработки электроэнергии. ГЭС выдают электроэнергию в энергосистему, частично компенсируя (примерно на 2/3) потребление электроэнергии насосными станциями канала. ГЭС канала им. Москвы являются одними из старейших в России, на них были впервые применены различные технические новинки, в частности, автоматизация ГЭС. В годы Великой Отечественной войны они сыграли большую роль в энергоснабжении Москвы. За восемь десятилетий эксплуатации оборудование ГЭС выработало свой ресурс, устарело и в настоящее время (2015 год) нуждается в модернизации, однако находится в хорошем состоянии, в связи с чем в ближайшее время его замена не планируется.
ГЭС канала им. Москвы спроектированы институтом «Гидропроект».
ГЭС входят в состав ФГУП «Канал имени Москвы», за исключением Акуловской и Листвянской ГЭС, которые находятся на балансе АО «Мосводоканал».

## Основные ГЭС

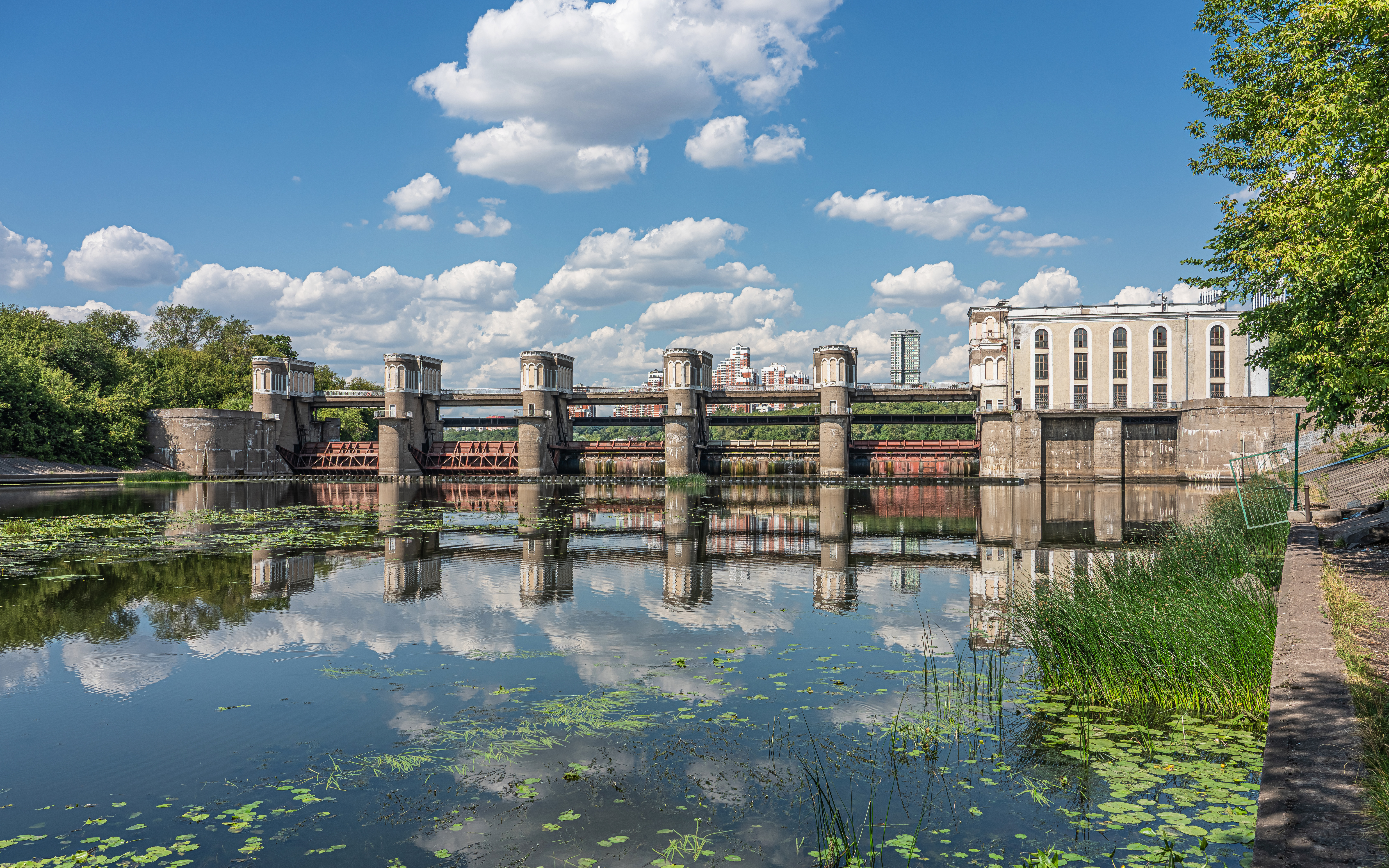
Карамышевская ГЭС

- Иваньковская ГЭС
- Сходненская ГЭС
- Карамышевская ГЭС
- Перервинская ГЭС

## Малые ГЭС
- Пироговская ГЭС — построена в подпорной стенке водопуска Пироговского гидроузла (Пироговское водохранилище на реке Клязьме). Пироговская земляная плотина имеет длину 1100 м, высоту 20 м. Мощность ГЭС — 0,28 МВт, среднегодовая выработка — 0,88 млн кВт·ч. В здании ГЭС установлен один гидроагрегат с радиально-осевой турбиной ФБТ-23/4, работающий при расчётном напоре 15 м[1].

- Акуловская ГЭС — построена при водосбросе Акуловского гидроузла (Учинское водохранилище на реке Уча). Акуловская земляная плотина имеет длину 1850 м и высоту 24 м. Мощность ГЭС — 0,28 МВт, среднегодовая выработка — 1,0 млн кВт·ч. В здании ГЭС установлен один гидроагрегат с радиально-осевой турбиной ФТ-21/2, работающий при расчётном напоре 17,2 м, расчётный расход 2,1 м³/с[2][1].

- Листвянская ГЭС — построена при Акуловском гидроузле (Учинское водохранилище на реке Уча), имеет мощность 0,35 МВт (проектная — 0,7 МВт), среднегодовую выработку 5,14 млн кВт·ч (56°00′42″ с. ш. 37°47′30″ в. д.HGЯO). В здании ГЭС установлен один гидроагрегат с поворотно-лопастной турбиной, работающий при расчётном напоре 3 м. В 2014 году гидроагрегат был заменён на новый, с переменной частотой вращения, производства ОАО «Энергомашиностроительное конструкторское бюро». Режим работы Листвянской ГЭС определяется потребностями Московского водопровода[1].